# 古尔东站
古尔东站是法国的一个铁路车站，位于法国西南部城市古尔东。

## 位置
古尔东站位于古尔东市区的东北部，奥尔良－蒙托邦铁路559.437公里处，距离布里夫拉盖亚尔德大约59.4公里。车站大致呈东西走向，开口朝南。
古尔东站历史上还曾有过向东前往古尔东－雅累斯下旧营铁路，现已废弃，沿线开行有大巴车线路。

## 站台设置
| 东↑ |             |                      |  |
| 1道 |             | 卡奥尔/图卢兹方向→   |  |
|     | 岛式        |                      |  |
| 2道 |             | ←布里夫/巴黎方向方向 |  |
|     |             |                      |  |
|     | 侧式 主站房 |                      |  |
| 西↓ |             |                      |  |

## 停靠线路
以下列车线路在古尔东站停靠：
| 古尔东站列车线路表 |                    |        |            |              |
| 线路               | 车种               | 上一站 | 下一站     | 大致运行频率 |
| 巴黎—卡奥尔        | INTERCITÉS         | 苏亚克 | 卡奥尔     | 每天2趟左右  |
| 巴黎—图卢兹        | INTERCITÉS         | 苏亚克 | 卡奥尔     | 每天1趟      |
| 巴黎—图卢兹        | INTERCITÉS de nuit | 苏亚克 | 卡奥尔     | 每天1趟      |
| 布里夫—图卢兹      | TER                | 苏亚克 | 卡奥尔     | 每天3趟左右  |
| 布里夫—图卢兹      | TER                | 苏亚克 | 代加尼亚克 | 每天1趟      |
| 1. 2. 3.           |                    |        |            |              |

## 配套交通

### 长途客车
古尔东站附近暂无常规的大巴车线路。当铁路线施工或罢工时，SNCF可能会提供途径该线路沿途站点的大巴车，其车票可与SNCF的同线路车票通用。

### 城市公共交通
古尔东站附近暂无城市公共交通线路。

### 社会车辆
古尔东站门口设有社会车辆停车场。

## 临近车站
| 古尔东站（Gare de Gourdon）    |                    |                       |
| 上行车站                       | 线路               | 下行车站              |
| 苏亚克站 22.4km ←              | 奥尔良－蒙托邦铁路 | 代加尼亚克站 → 11.4km |
| - 本表仅显示运营中的线路及车站 |                    |                       |